# Due note (песня)
«Due note» (с итал. — «Две ноты») — песня, записанная итальянской певицей Миной. Её авторами стали Бруно Канфора, Антонио Амурри, Раффаэле Спозито, аранжировку для песни подготовил Тони Де Вита. Песня стала финальной темой телевизионной трансляции «Канцониссима» 1960 года, а в следующем году вошла в одноимённый альбом.
Песня была выпущена как сингл в ноябре 1960 года, особенностью его является то, что на оборотной стороне была использована песня в исполнении другого артиста — «Uno spicchio di luna» в исполнении Марио Д’Альбы. Вскоре сингл будет переиздан, а в качестве би-сайда будет использована песня «Non voglio cioccolata» уже в исполнении Мины. Песня имела успех в чартах Италии, добравшись до третьего места, а к декабрю 1960 года продажи превысили 10 000 копий.

## Список композиций
7"-сингл
A. «Due note» — 3:34
B. «Uno spicchio di luna» (Пеше, Ида Фруджони, Марио Кварнетти) — 3:18 — исп. Марио Д’Альба
7"-сингл
A. «Due note» — 3:34
B. «Non voglio cioccolata» (Джек Морроу, Марио Панцери) — 1:50

## Чарты
| Чарты (1960)             | Высшая позиция |
| ------------------------ | -------------- |
| Италия (Musica e dischi) | 3              |